# Hesychotypa bimaculata
Hesychotypa bimaculata là một loài bọ cánh cứng trong họ Cerambycidae.